# Gloria Leonard

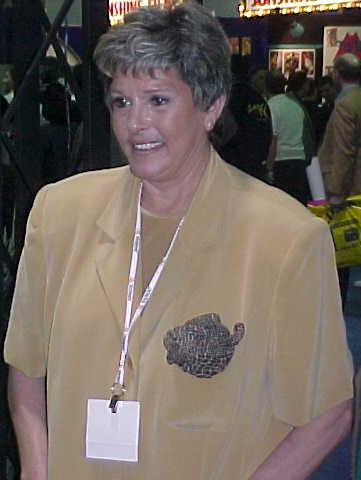
Gloria Leonard 1999

Gloria Leonard, eigentlich Gale Sandra Klinetsky (* 28. August 1940 in New York City; † 3. Februar 2014 in Waimea, Hawaii), war eine US-amerikanische Pornodarstellerin, die später Herausgeberin des Pornomagazins High Society wurde. Sie war zwischenzeitlich mit dem Pornoregisseur Bobby Hollander verheiratet.

## Leben
Leonard wuchs in der Bronx auf und arbeitete drei Jahre an der Wall Street als Mitarbeiterin von Schweickart & Company. Sie arbeitete ferner für verschiedene PR-Unternehmen, für Elektra Records und für Johnny Carson.
Leonard begann ihre Karriere im Pornofilm 1976 und beendete sie 1984. Laut der Datenbank der Internet Adult Film Database spielte sie in 73 Filmen mit. In acht Filmen führte sie selbst Regie. Neben ihrer Arbeit in der Pornofilmbranche war sie von 1977 bis 1991 Herausgeberin des Pornomagazins High Society. In dieser Zeit begann das Magazin als erstes Sex-Magazin, Fotos nackter Prominenter zu drucken. Hierfür wurde das Magazin von Margot Kidder, Ann-Margret und Barbra Streisand vergeblich verklagt. Leonard richtete 1983 die erste Telefonsex-Hotline ein und das Magazin konnte diese vor dem Supreme Court rechtlich durchsetzen. Anfang der 1980er Jahre handelte Leonard einen Vertrag über das Drehbuch zu einem Pornofilm für Norman Mailer aus. Das Projekt kam jedoch nicht zustande. Von 1989 bis 1992 war sie Direktor der Adult Film Association, bis diese mit der Free Speech Coalition zusammengelegt wurde, deren Vorsitz Leonard im Jahr 1998 übernahm. Sie war ferner zwischenzeitlich Vorsitzende der American Film and Video Association. Leonard hat zu den Themen Pornografie und Zensur und ihre Auswirkungen auf die Frauenbewegung an mehreren Diskussionen an  Hochschulen und Universitäten teilgenommen. Sie starb 73-jährig im Februar 2014 an einem Schlaganfall.

## Fernsehauftritte
Leonard übernahm 1984 die Rolle einer Verkäuferin in der Episode "Manna from Heaven" der Serie Simon & Simon. Sie trat in zahlreichen Talk-Shows auf, u. a. in Oprah, Geraldo, Maury, Larry King und Howard Stern. Sie leitete zeitweise die Fernsehsendungen The Leonard Report: For Adults Only und später Gloria Leonard's Hot Shopper Hour.

## Auszeichnungen
- AFVA Award Best Actress für Taboo, American Style
- AVN Hall of Fame
- XRCO Hall of Fame